# Beoko
Beoko (ou Bioko) est une localité du Cameroun, située dans l'arrondissement de Mundemba, le département du Ndian et la Région du Sud-Ouest.

## Population
La localité comptait 332 habitants en 1953, 347 en 1968-1969, 190 en 1972, principalement des Ngolo du groupe Oroko.
Lors du recensement national de 2005, Beoko comptait 261 habitants.